# 西部绿蜴
西部绿蜴（学名：Lacerta bilineata）是蜥蜴属的一个种，分布于欧洲中部、东部的潮湿地区。

## 特征
其体长（不包括尾巴）约为13（5.1英寸）, 包括尾巴最大可达40（16英寸） ，其尾巴可以达到身体长度的两倍。平均重35克。身体呈鲜绿色。雄性的头部比雌性大，雄性的喉咙通常呈蓝色。幼体呈棕色，腹部黄色，体侧有两到四条苍白色的纵向条纹。亚成体背上还会出现少数褐色斑点。
它们具有领地意识，以节肢动物主要是大型昆虫为食。它们在大约2岁时达到性成熟，雄性在交配期具有较强的攻击性。雌性会把卵产在潮湿和温暖的地方，每次产6至25枚。其平均寿命约为15年。

## 亚种
- Lacerta bilineata bilineata Daudin, 1802（西班牙、法国。瑞士、德国）[2]
- Lacerta bilineata chloronota Rafinesque-Schmaltz, 1810（意大利南部和西西里）
- Lacerta bilineata chlorosecunda Taddei, 1950（意大利东南）
- Lacerta bilineata fejervaryi Vasvary, 1926（意大利托斯卡那到那不勒斯）